# 口吉川町馬場
口吉川町馬場（くちよかわちょうばば）は、兵庫県三木市にある大字。旧・美嚢郡口吉川村大字馬場。郵便番号は673-0732。

## 地理
- 口吉川地区の西側に位置している。由来は旧・衣笠氏の城の「馬場」があることから名付けられた。[4][5]東側は口吉川町東、口吉川町桾原・西側は口吉川町西中・南側は口吉川町蓮花寺・北側は口吉川町東中と接する。

## 歴史
- 1954年6月1日 - 三木市を新設し、三木市口吉川町馬場になる。

### 字域の変遷
| 実施前                 | 実施年       | 実施後             |
| ---------------------- | ------------ | ------------------ |
| 美嚢郡口吉川村大字馬場 | 1954年6月1日 | 三木市口吉川町馬場 |

## 世帯数と人口
2022年（令和4年）2月28日現在の世帯数と人口は以下の通りである。
| 町丁         | 世帯数 | 人口 |
| ------------ | ------ | ---- |
| 口吉川町馬場 | 11世帯 | 23人 |

## 小・中学校の学区
市立小・中学校に通う場合、学区は以下の通りとなる。
| 番地 | 小学校               | 中学校             |
| ---- | -------------------- | ------------------ |
| 全域 | 三木市立口吉川小学校 | 三木市立星陽中学校 |

## 交通
地内に公共交通機関は通っていない。

## 施設
- 衣笠神社[4][5]